# Экономист (журнал, 1858—1865)
«Экономи́ст» — журнал, издававшийся И. В. Вернадским в Санкт-Петербурге в 1858—1860 гг. в качестве приложения к издаваемому им же еженедельнику «Экономический указатель», а в 1861—1865 гг. — в качестве самостоятельного журнала.
Подзаголовок в 1858 г. «Приложения к Экономическому указателю. Издание, посвященное политической экономии, статистике и вспомогательным наукам», в 1859 г. — «Приложения к указателю политическо-экономическому, статистическому и промышленному», в 1860 г. — «Приложение к указателю экономическому», в 1861—1862 гг. — «Политико-экономический и статистический журнал», с 1863 г. без подзаголовка.
В журнале публиковались материалы, по причине большого объема не подходившие «Экономическому указателю», вследствие чего он выходил нерегулярно: за восемь лет вышло 7 томов, в среднем по 4 выпуска в томе с максимумом в 1861 г. в 10 номеров (два из них сдвоенные).
В первом номере журнала «Экономист» за 1862 г. министром финансов А. М. Княжевичем впервые в России опубликован государственный бюджет.
Журнал печатался в типографии штаба Отдельного корпуса внутренней стражи. Некоторое время редакцией журнала заведовал политэконом И. Н. Шилль.